# Sonnenfinsternis vom 26. Januar 2009
Die ringförmige Sonnenfinsternis vom 26. Januar 2009 spielte sich vor allem über dem Meer ab. Sie begann im Südatlantik und zog weit südlich des Kaps der Guten Hoffnung an Afrika vorbei. Weiter wanderte die Zone der ringförmigen Verfinsterung nordöstlich über den gesamten Indischen Ozean. Dort wurde auch der Höhepunkt der Finsternis erreicht, die ringförmige Phase dauerte hier 7 Minuten und 54 Sekunden, wobei die Breite der Zone ringförmiger Verfinsterung 280 Kilometer maß. Der Mondschatten bewegte sich an dieser Stelle mit etwa 2.055 km/h über den Indischen Ozean.
Gegen Ende der Finsternis lag das südliche Sumatra mit dem Vulkan Krakatau in der Zone der ringförmigen Verfinsterung. Die Finsternis endete schließlich in Indonesien bei Sonnenuntergang.
Von Mitteleuropa aus war die Finsternis nicht beobachtbar.